# Guerreros de Apodaca
Los Guerreros de Apodaca fue un equipo que participó en el Circuito de Básquetbol del Noreste con sede en Apodaca, Nuevo León, México.

## Historia

### Inicios
Los Guerreros de Apodaca ingresaron al CIBANE en el 2011, y juegan sus partidos de local en el Gimnasio Municipal de Apodaca.

### Actualidad
En la Temporada 2011, los Guerreros quedaron en la quinta posición en su primera incursión en el circuito.

## Jugadores

### Roster actual
Temporada 2012
- Israel González
- Edgardo Cepeda
- José Díaz
- Alex Davis
- Jorge Rocha
- Salvador García